# The Song Remains the Same
《The Song Remains the Same》은 영국의 하드 록 밴드 레드 제플린의 같은 이름의 콘서트 영화의 라이브 사운드트랙 음반이다. 이 사운드트랙은 1973년 7월 27일부터 29일까지 녹음되었고 3년 후인 1976년 10월 22일, 스완 송 레코드에 발표되었다.

## 배경
음반과 영화의 녹음은 뉴욕의 매디슨 스퀘어 가든에서 열린 3박 콘서트에서 1973년 북미 투어 동안 이루어졌다. 모든 노래는 에디 크레이머가 월리 하이더 모바일 스튜디오 트럭을 이용해 녹음했고, 후에 뉴욕의 일렉트릭 레이디 스튜디오와 런던의 트라이던트 스튜디오에서 섞었다.
이 소매 디자인은 런던의 올드 스트리트 영화 스튜디오에 위치한 황폐한 영화관을 묘사했는데, 이 영화관은 1973년 투어 전 리허설을 위해 이 그룹에 의해 사용되었다.
게다가, 음반과 영화 둘 다 공통적으로 가지고 있는 노래들 중, 음반에 수록된 녹음들 중 일부는 영화에 나왔던 것과는 다른 공연들이었다. 매디슨 스퀘어 가든에서 녹음되었지만 영화와 사운드트랙 음반 모두에서 빠진 다른 곡들로는 〈Over the Hills and Far Away〉, 〈Misty Mountain Hop〉, 〈The Ocean〉, 〈Thank You〉 등이 있다.

## 2007년 재발행
《The Song Remains the Same》은 2007년 11월 20일, CD로 재발행되었으며, 살아남은 밴드 멤버들은 원래의 발매를 리믹스하고 리마스터링을 감독했다. 이것은 HD-DVD, 블루레이, DVD로 개봉된 영화의 재발행과 동시에 일어났다. 이 사운드트랙의 새로운 버전에는 오리지널 음반 발매에 없었던 〈Black Dog〉, 〈Over the Hills and Far Away〉, 〈Misty Mountain Hop〉, 〈Since I've Been Loving You〉, 〈The Ocean〉 그리고 〈Heartbreaker〉 등 6곡과 카메론 크로우의 새로운 라이너 노트가 포함되었다.
2007년 음반과 영화가 다시 발매되면서, 이 곡들이 동기화되어 콘서트의 전체 세트리스트가 양쪽에서 제공되었고, 각각의 노래는 같은 방식으로 혼합되었다. 《How the West Was Won》을 작업한 케빈 셜리가 믹싱에 참여했다.
법적인 문제로, 이 밴드는 원작 영화의 비디오 부분을 다시 개봉하지 않기로 결정했다. 대신 셜리는 1973년 세 번의 매디슨 스퀘어 가든 콘서트의 완전히 새로운 조합을 만들어 영화의 오디오 부분이 화면 비주얼과 더 잘 어울리게 했다. 새 CD 발매의 오디오는 새 DVD 발매의 사운드트랙과 거의 동일하다. 한 가지 차이점은 원래 영화에 나오지 않았던 CD에 수록된 곡들이 DVD의 보너스 트랙으로 포함됐다는 점이다.
오디오 믹스는 또한 2003년 《Led Zeppelin DVD》에서 발견된 것과는 달랐다. 가장 분명한 예는 〈Black Dog〉이 2007년 출시작보다 2003년 DVD에서 2분 더 길었고, 이 곡에서 4절 중 2절을 자른 것이다.
2008년 7월 29일, 2007년 재발행 4LP 판이 180그램 오디오 애호가 바이닐로 출시되었다. 그것은 호일 스탬프가 찍힌 디럭스 아카이브 투피스 박스에서 선보였다. 이 책자에는 이전에 출판되지 않은 수십 장의 스틸이 들어 있는 12페이지에 달하는 특대 크기의 풀 컬러 책자와 새롭고 독특한 삽화가 들어 있는 네 개의 개별 재킷이 포함되어 있다. 특수 흰색 바이닐 판도 매우 제한적으로 인쇄되었다. 단 200개만 생산되었고 레드 제플린의 공식 웹사이트에서는 100개만 대중에게 공개되었다.

## 2018년 재발행
2018년 9월 7일, 새롭게 리마스터된 《The Song Remains the Same》은 멀티 디스크, 슈퍼 디럭스 박스 세트, 고해상도 스테레오가 장착된 블루레이 오디오와 새로운 5.1 서라운드 믹스, 180그램 바이닐, CD, 24비트/96k의 오디오 파일 등 다양한 형식으로 발행되었다. 이는 사운드트랙 음반의 2007년 버전을 바탕으로 2014년부터 시작된 라이브 음반과 스튜디오 음반의 디럭스 에디션 재발행 캠페인을 마무리하는 것이다.

## 평가
| 평가 점수                       | 평가 점수 |
| 출처                            | 점수      |
| ------------------------------- | --------- |
| AllMusic                        | [ 7 ]     |
| Blender                         | [ 8 ]     |
| Robert Christgau                | C+        |
| The Daily Telegraph             | [ 10 ]    |
| Mojo (2007 reissue)             | [ 11 ]    |
| MusicHound                      | 2/5       |
| Q                               | [ 13 ]    |
| Record Collector (2007 reissue) | [ 14 ]    |
| The Rolling Stone Album Guide   | [ 15 ]    |
| Uncut (2007 reissue)            | [ 16 ]    |

1976년 첫 발매 당시, 이 음반은 많은 비평가들이 이 음반이 과잉 제작되고 엉터리로 간주하면서 엇갈린 평가를 받았다. 사실, 그 이후로 이 밴드의 멤버들 스스로는 이 녹음에 대한 애정이 부족하다고 표현해 왔다. 지미 페이지는 최종 작품이 레드 제플린을 라이브 밴드로서 가장 잘 표현하지 못했음을 인정했다.

## 곡 목록

### 오리지널 발매
| #  | 제목                          | 작사·작곡                                       | 재생 시간 |
| -- | ----------------------------- | ----------------------------------------------- | --------- |
| 1. | 〈Rock and Roll〉             | 존 본햄, 존 폴 존스, 지미 페이지, 로버트 플랜트 | 4:03      |
| 2. | 〈Celebration Day〉           | 존스, 페이지, 플랜트                            | 3:49      |
| 3. | 〈The Song Remains the Same〉 | 페이지, 플랜트                                  | 6:00      |
| 4. | 〈The Rain Song〉             | 페이지, 플랜트                                  | 8:24      |

| #  | 제목                   | 작사·작곡 | 재생 시간 |
| -- | ---------------------- | --------- | --------- |
| 1. | 〈Dazed and Confused〉 | 페이지    | 26:53     |

| #  | 제목                   | 작사·작곡            | 재생 시간 |
| -- | ---------------------- | -------------------- | --------- |
| 1. | 〈No Quarter〉         | 존스, 페이지, 플랜트 | 12:30     |
| 2. | 〈Stairway to Heaven〉 | 페이지, 플랜트       | 10:58     |

| #  | 제목                 | 작사·작곡                             | 재생 시간 |
| -- | -------------------- | ------------------------------------- | --------- |
| 1. | 〈Moby Dick〉        | 본햄, 존스, 페이지                    | 12:47     |
| 2. | 〈Whole Lotta Love〉 | 본햄, 윌리 딕슨, 존스, 페이지, 플랜트 | 14:24     |

### 2007년 재발행
| #   | 제목                            | 작사·작곡                  | 재생 시간 |
| --- | ------------------------------- | -------------------------- | --------- |
| 1.  | 〈Rock and Roll〉               | 본햄, 존스, 페이지, 플랜트 | 3:56      |
| 2.  | 〈Celebration Day〉             | 존스, 페이지, 플랜트       | 3:37      |
| 3.  | 〈Black Dog〉                   | 딕슨, 존스, 페이지, 플랜트 | 3:46      |
| 4.  | 〈Over the Hills and Far Away〉 | 페이지, 플랜트             | 6:11      |
| 5.  | 〈Misty Mountain Hop〉          | 존스, 페이지, 플랜트       | 4:43      |
| 6.  | 〈Since I've Been Loving You〉  | 존스, 페이지, 플랜트       | 8:23      |
| 7.  | 〈No Quarter〉                  | 존스, 페이지, 플랜트       | 10:38     |
| 8.  | 〈The Song Remains the Same〉   | 페이지, 플랜트             | 5:39      |
| 9.  | 〈The Rain Song〉               | 페이지, 플랜트             | 8:20      |
| 10. | 〈The Ocean〉                   | 본햄, 존스, 페이지, 플랜트 | 5:13      |

| #  | 제목                   | 작사·작곡                        | 재생 시간 |
| -- | ---------------------- | -------------------------------- | --------- |
| 1. | 〈Dazed and Confused〉 | 페이지                           | 29:18     |
| 2. | 〈Stairway to Heaven〉 | 페이지, 플랜트                   | 10:53     |
| 3. | 〈Moby Dick〉          | 본햄, 존스, 페이지               | 11:02     |
| 4. | 〈Heartbreaker〉       | 본햄, 존스, 페이지, 플랜트       | 6:19      |
| 5. | 〈Whole Lotta Love〉   | 본햄, 딕슨, 존스, 페이지, 플랜트 | 13:51     |

## 인증
| 국가                                                  | 인증        | 판매량/출하량 |
| ----------------------------------------------------- | ----------- | ------------- |
| 아르헨티나 (CAPIF)                                    | 골드        | 20,000^       |
| 프랑스 (SNEP)                                         | 골드        | 100,000*      |
| 독일 (BVMI)                                           | 골드        | 250,000^      |
| 뉴질랜드 (RMNZ)                                       | 3× 플래티넘 | 45,000^       |
| 영국 (BPI)                                            | 플래티넘    | 300,000^      |
| 미국 (RIAA)                                           | 4× 플래티넘 | 4,000,000^    |
| *판매량을 기반으로 한 인증 ^출하량을 기반으로 한 인증 |             |               |